# 兰迪·布鲁尔
兰德尔·W·布鲁尔（英語：Randall W. Breuer，1960年10月11日—），美国NBA联盟前职业篮球运动员。他在1983年的NBA选秀中第1轮第18顺位被密尔沃基雄鹿选中。